# Piazzola sul Brenta
Piazzola sul Brenta es una localidad y comune italiana de la provincia de Padua, región de Véneto, con 10.947 habitantes.

## Evolución demográfica
| Gráfica de evolución demográfica de Piazzola sul Brenta entre 1861 y 2001 |
|                                                                           |
| Fuente ISTAT - elaboración gráfica de Wikipedia                           |